# ゼロ・ダーク・サーティの受賞とノミネートの一覧
本項目は、キャスリン・ビグロー監督・製作、マーク・ボール脚本による2012年のアメリカ合衆国のアクション・スリラー映画『ゼロ・ダーク・サーティ』の受賞とノミネートの一覧である。

## 受賞とノミネート一覧
| 賞                                       | 授賞式         | 部門                               | 候補 | 結果       |
| ---------------------------------------- | -------------- | ---------------------------------- | --- | ---------- |
| アカデミー賞                             | 2013年2月24日  | 作品賞                             | マーク・ボール、キャスリン・ビグロー、ミーガン・エリソン                                                           | ノミネート |
| アカデミー賞                             | 2013年2月24日  | 主演女優賞                         | ジェシカ・チャステイン                                                                                             | ノミネート |
| アカデミー賞                             | 2013年2月24日  | 脚本賞                             | マーク・ボール | ノミネート |
| アカデミー賞                             | 2013年2月24日  | 音響編集賞                         | ポール・N・J・オットソン                                                                                           | 受賞       |
| アカデミー賞                             | 2013年2月24日  | 編集賞                             | ディラン・ティチェナー、ウィリアム・ゴールデンバーグ                                                               | ノミネート |
| 英国アカデミー賞                         | 2013年2月10日  | 作品賞                             | 『ゼロ・ダーク・サーティ』                                                                                         | ノミネート |
| 英国アカデミー賞                         | 2013年2月10日  | 監督賞                             | キャスリン・ビグロー                                                                                               | ノミネート |
| 英国アカデミー賞                         | 2013年2月10日  | オリジナル脚本賞                   | マーク・ボール | ノミネート |
| 英国アカデミー賞                         | 2013年2月10日  | 編集賞                             | ディラン・ティチェナー、ウィリアム・ゴールデンバーグ                                                               | ノミネート |
| 英国アカデミー賞                         | 2013年2月10日  | プロダクション・デザイン賞         | デニス・ガスナー、アンナ・ピノック                                                                                 | ノミネート |
| 英国アカデミー賞                         | 2013年2月10日  | 主演女優賞                         | ジェシカ・チャステイン                                                                                             | ノミネート |
| オーストラリア映画テレビ芸術アカデミー賞 | 2013年1月30日  | 国際映画賞                         | マーク・ボール、キャスリン・ビグロー、ミーガン・エリソン                                                           | ノミネート |
| オーストラリア映画テレビ芸術アカデミー賞 | 2013年1月30日  | 国際監督賞                         | キャスリン・ビグロー                                                                                               | ノミネート |
| オーストラリア映画テレビ芸術アカデミー賞 | 2013年1月30日  | 国際脚本賞                         | マーク・ボール | ノミネート |
| オーストラリア映画テレビ芸術アカデミー賞 | 2013年1月30日  | 国際主演女優賞                     | ジェシカ・チャステイン                                                                                             | ノミネート |
| アフリカン・アメリカン映画批評家協会賞   | 2012年12月16日 | 作品賞                             | 『ゼロ・ダーク・サーティ』                                                                                         | 受賞       |
| EDA賞                                    | 2013年1月7日   | 作品賞                             | 『ゼロ・ダーク・サーティ』                                                                                         | 受賞       |
| EDA賞                                    | 2013年1月7日   | 監督賞                             | キャスリン・ビグロー                                                                                               | 受賞       |
| EDA賞                                    | 2013年1月7日   | オリジナル脚本賞                   | マーク・ボール | 受賞       |
| EDA賞                                    | 2013年1月7日   | 主演女優賞                         | ジェシカ・チャステイン                                                                                             | 受賞       |
| EDA賞                                    | 2013年1月7日   | 編集賞                             | ウィリアム・ゴールデンバーグ、ディラン・ティチェナー                                                               | 受賞       |
| EDA賞                                    | 2013年1月7日   | 音楽賞                             | アレクサンドル・デスプラ                                                                                           | ノミネート |
| EDA賞                                    | 2013年1月7日   | 女性監督賞                         | キャスリン・ビグロー                                                                                               | 受賞       |
| EDA賞                                    | 2013年1月7日   | 人道主義的活動賞                   | ジェシカ・チャステイン                                                                                             | 受賞       |
| EDA賞                                    | 2013年1月7日   | 映画産業における女性功労賞         | キャスリン・ビグロー                                                                                               | ノミネート |
| EDA賞                                    | 2013年1月7日   | 忘れられない瞬間賞                 | ジェシカ・チャステインの台詞「I'm the mother...」 （『レ・ミゼラブル』のアン・ハサウェイの歌「夢やぶれて」とタイ） | 受賞       |
| オースティン映画批評家協会賞             | 2012年12月18日 | 作品賞                             | 『ゼロ・ダーク・サーティ』                                                                                         | 受賞       |
| ボストン映画批評家協会賞                 | 2012年12月9日  | 作品賞                             | 『ゼロ・ダーク・サーティ』                                                                                         | 受賞       |
| ボストン映画批評家協会賞                 | 2012年12月9日  | 監督賞                             | キャスリン・ビグロー                                                                                               | 受賞       |
| ボストン映画批評家協会賞                 | 2012年12月9日  | 編集賞                             | ウィリアム・ゴールデンバーグ、ディラン・ティチェナー                                                               | 受賞       |
| ボストン・オンライン映画批評家協会賞     | 2012年12月7日  | 主演女優賞                         | ジェシカ・チャステイン                                                                                             | 受賞       |
| ボストン・オンライン映画批評家協会賞     | 2012年12月7日  | 編集賞                             | ウィリアム・ゴールデンバーグ、ディラン・ティチェナー                                                               | 受賞       |
| ボストン・オンライン映画批評家協会賞     | 2012年12月7日  | 監督賞                             | キャスリン・ビグロー                                                                                               | 受賞       |
| ボストン・オンライン映画批評家協会賞     | 2012年12月7日  | 作品賞                             | 『ゼロ・ダーク・サーティ』                                                                                         | 受賞       |
| クリティクス・チョイス・アワード         | 2013年1月10日  | 作品賞                             | 『ゼロ・ダーク・サーティ』                                                                                         | ノミネート |
| クリティクス・チョイス・アワード         | 2013年1月10日  | 監督賞                             | キャスリン・ビグロー                                                                                               | ノミネート |
| クリティクス・チョイス・アワード         | 2013年1月10日  | オリジナル脚本賞                   | マーク・ボール | ノミネート |
| クリティクス・チョイス・アワード         | 2013年1月10日  | 主演女優賞                         | ジェシカ・チャステイン                                                                                             | 受賞       |
| クリティクス・チョイス・アワード         | 2013年1月10日  | 編集賞                             | ウィリアム・ゴールデンバーグ、ディラン・ティチェナー                                                               | 受賞       |
| 映画音響協会賞                           | 2013年2月16日  | プロダクション・ミキサー賞         | レイ・ベケット、CAS                                                                                                | ノミネート |
| 映画音響協会賞                           | 2013年2月16日  | リ・レコーディング・ミキサー賞     | ポール・N・J・オットソン                                                                                           | ノミネート |
| 映画音響協会賞                           | 2013年2月16日  | ADRミキサー賞                      | ブライアン・スミス                                                                                                 | ノミネート |
| 映画音響協会賞                           | 2013年2月16日  | フォーリー・ミキサー賞             | ジョン・サナコア                                                                                                   | ノミネート |
| シカゴ映画批評家協会賞                   | 2012年12月17日 | 作品賞                             | 『ゼロ・ダーク・サーティ』                                                                                         | 受賞       |
| シカゴ映画批評家協会賞                   | 2012年12月17日 | 監督賞                             | キャスリン・ビグロー                                                                                               | 受賞       |
| シカゴ映画批評家協会賞                   | 2012年12月17日 | 主演女優賞                         | ジェシカ・チャステイン                                                                                             | 受賞       |
| シカゴ映画批評家協会賞                   | 2012年12月17日 | 主演男優賞                         | ジェイソン・クラーク                                                                                               | ノミネート |
| シカゴ映画批評家協会賞                   | 2012年12月17日 | オリジナル脚本賞                   | マーク・ボール | 受賞       |
| シカゴ映画批評家協会賞                   | 2012年12月17日 | 撮影賞                             | グリーグ・フレイザー                                                                                               | ノミネート |
| シカゴ映画批評家協会賞                   | 2012年12月17日 | 作曲賞                             | アレクサンドル・デスプラ                                                                                           | ノミネート |
| シカゴ映画批評家協会賞                   | 2012年12月17日 | 編集賞                             | ウィリアム・ゴールデンバーグ、ディラン・ティチェナー                                                               | 受賞       |
| ダラス・フォートワース映画批評家協会賞   | 2012年12月18日 | 作品賞                             | 『ゼロ・ダーク・サーティ』                                                                                         | ノミネート |
| ダラス・フォートワース映画批評家協会賞   | 2012年12月18日 | 監督賞                             | キャスリン・ビグロー                                                                                               | 受賞       |
| ダラス・フォートワース映画批評家協会賞   | 2012年12月18日 | 脚本賞                             | マーク・ボール | 受賞       |
| ダラス・フォートワース映画批評家協会賞   | 2012年12月18日 | 主演女優賞                         | ジェシカ・チャステイン                                                                                             | 受賞       |
| デトロイト映画批評家協会賞               | 2012年12月14日 | 作品賞                             | 『ゼロ・ダーク・サーティ』                                                                                         | ノミネート |
| デトロイト映画批評家協会賞               | 2012年12月14日 | 監督賞                             | キャスリン・ビグロー                                                                                               | ノミネート |
| デトロイト映画批評家協会賞               | 2012年12月14日 | 主演女優賞                         | ジェシカ・チャステイン                                                                                             | ノミネート |
| 全米監督協会賞                           | 2013年2月2日   | 映画監督賞                         | キャスリン・ビグロー                                                                                               | ノミネート |
| フロリダ映画批評家協会賞                 | 2012年12月18日 | 主演女優賞                         | ジェシカ・チャステイン                                                                                             | 受賞       |
| ゴールデングローブ賞                     | 2013年1月13日  | 作品賞 (ドラマ部門)                | 『ゼロ・ダーク・サーティ』                                                                                         | ノミネート |
| ゴールデングローブ賞                     | 2013年1月13日  | 監督賞                             | キャスリン・ビグロー                                                                                               | ノミネート |
| ゴールデングローブ賞                     | 2013年1月13日  | 主演女優賞 (ドラマ部門)            | ジェシカ・チャステイン                                                                                             | 受賞       |
| ゴールデングローブ賞                     | 2013年1月13日  | 脚本賞                             | マーク・ボール | ノミネート |
| グラミー賞                               | 2014年1月26日  | 映画・テレビサウンドトラック部門賞 | アレクサンドル・デスプラ                                                                                           | ノミネート |
| ヒューストン映画批評家協会賞             | 2013年1月5日   | 作品賞                             | 『ゼロ・ダーク・サーティ』                                                                                         | ノミネート |
| ヒューストン映画批評家協会賞             | 2013年1月5日   | 監督賞                             | キャスリン・ビグロー                                                                                               | ノミネート |
| ヒューストン映画批評家協会賞             | 2013年1月5日   | 主演女優賞                         | ジェシカ・チャステイン                                                                                             | ノミネート |
| ヒューストン映画批評家協会賞             | 2013年1月5日   | 脚本賞                             | マーク・ボール | ノミネート |
| ラスベガス映画批評家協会賞               | 2012年12月12日 | 編集商                             | ウィリアム・ゴールデンバーグ, ディラン・ティチェナー                                                               | 受賞       |
| ロンドン映画批評家協会賞                 | 2012年1月20日  | 監督賞                             | キャスリン・ビグロー                                                                                               | ノミネート |
| ロンドン映画批評家協会賞                 | 2012年1月20日  | 脚本賞                             | マーク・ボール | ノミネート |
| ロンドン映画批評家協会賞                 | 2012年1月20日  | 主演女優賞                         | ジェシカ・チャステイン                                                                                             | ノミネート |
| ロサンゼルス映画批評家協会賞             | 2012年12月9日  | 監督賞                             | キャスリン・ビグロー                                                                                               | 次点       |
| ロサンゼルス映画批評家協会賞             | 2012年12月9日  | 編集賞                             | ウィリアム・ゴールデンバーグ、ディラン・ティチェナー                                                               | 受賞       |
| ナショナル・ボード・オブ・レビュー賞     | 2012年12月5日  | 作品賞                             | 『ゼロ・ダーク・サーティ』                                                                                         | 受賞       |
| ナショナル・ボード・オブ・レビュー賞     | 2012年12月5日  | 主演女優賞                         | ジェシカ・チャステイン                                                                                             | 受賞       |
| ナショナル・ボード・オブ・レビュー賞     | 2012年12月5日  | 監督賞                             | キャスリン・ビグロー                                                                                               | 受賞       |
| ネバダ映画批評家協会                     | 2012年12月20日 | 監督賞                             | キャスリン・ビグロー（『アルゴ』のベン・アフレックとタイ）                                                         | 受賞       |
| ニューヨーク映画批評家協会賞             | 2012年12月3日  | 作品賞                             | 『ゼロ・ダーク・サーティ』                                                                                         | 受賞       |
| ニューヨーク映画批評家協会賞             | 2012年12月3日  | 主演女優賞                         | ジェシカ・チャステイン                                                                                             | 次点       |
| ニューヨーク映画批評家協会賞             | 2012年12月3日  | 監督賞                             | キャスリン・ビグロー                                                                                               | 受賞       |
| ニューヨーク映画批評家協会賞             | 2012年12月3日  | 撮影賞                             | グリーグ・フレイザー                                                                                               | 受賞       |
| ニューヨーク映画批評家協会賞             | 2012年12月3日  | 脚本賞                             | マーク・ボール | 次点       |
| ニューヨーク映画批評家オンライン賞       | 2012年12月3日  | 作品賞                             | 『ゼロ・ダーク・サーティ』                                                                                         | 受賞       |
| ニューヨーク映画批評家オンライン賞       | 2012年12月3日  | 監督賞                             | キャスリン・ビグロー                                                                                               | 受賞       |
| ニューヨーク映画批評家オンライン賞       | 2012年12月3日  | 脚本賞                             | マーク・ボール | 受賞       |
| オクラホマ映画批評家協会賞               | 2012年12月23日 | 主演女優賞                         | ジェシカ・チャステイン                                                                                             | 受賞       |
| オンライン映画批評家協会賞               | 2012年1月7日   | 作品賞                             | 『ゼロ・ダーク・サーティ』                                                                                         | ノミネート |
| オンライン映画批評家協会賞               | 2012年1月7日   | 監督賞                             | キャスリン・ビグロー                                                                                               | ノミネート |
| オンライン映画批評家協会賞               | 2012年1月7日   | オリジナル脚本賞                   | マーク・ボール | ノミネート |
| オンライン映画批評家協会賞               | 2012年1月7日   | 主演女優賞                         | ジェシカ・チャステイン                                                                                             | 受賞       |
| オンライン映画批評家協会賞               | 2012年1月7日   | 編集賞                             | ウィリアム・ゴールデンバーグ、ディラン・ティチェナー                                                               | ノミネート |
| フェニックス映画批評家協会賞             | 2012年12月18日 | 作品賞                             | 『ゼロ・ダーク・サーティ』                                                                                         | ノミネート |
| フェニックス映画批評家協会賞             | 2012年12月18日 | 監督賞                             | キャスリン・ビグロー                                                                                               | 受賞       |
| フェニックス映画批評家協会賞             | 2012年12月18日 | 主演女優賞                         | ジェシカ・チャステイン                                                                                             | 受賞       |
| フェニックス映画批評家協会賞             | 2012年12月18日 | オリジナル脚本賞                   | マーク・ボール | ノミネート |
| フェニックス映画批評家協会賞             | 2012年12月18日 | 撮影賞                             | グリーグ・フレイザー                                                                                               | ノミネート |
| フェニックス映画批評家協会賞             | 2012年12月18日 | 編集賞                             | ウィリアム・ゴールデンバーグ、ディラン・ティチェナー                                                               | ノミネート |
| サンディエゴ映画批評家協会賞             | 2012年12月11日 | 作品賞                             | 『ゼロ・ダーク・サーティ』                                                                                         | ノミネート |
| サンディエゴ映画批評家協会賞             | 2012年12月11日 | 監督賞                             | キャスリン・ビグロー                                                                                               | ノミネート |
| サンディエゴ映画批評家協会賞             | 2012年12月11日 | 主演女優賞                         | ジェシカ・チャステイン                                                                                             | ノミネート |
| サンディエゴ映画批評家協会賞             | 2012年12月11日 | 編集賞                             | ウィリアム・ゴールデンバーグ、ディラン・ティチェナー                                                               | ノミネート |
| サンフランシスコ映画批評家協会賞         | 2012年12月16日 | 監督賞                             | キャスリン・ビグロー                                                                                               | 受賞       |
| サンフランシスコ映画批評家協会賞         | 2012年12月16日 | オリジナル脚本賞                   | マーク・ボール | 受賞       |
| サテライト賞                             | 2012年12月16日 | 作品賞                             | 『ゼロ・ダーク・サーティ』                                                                                         | ノミネート |
| サテライト賞                             | 2012年12月16日 | 監督賞                             | キャスリン・ビグロー                                                                                               | ノミネート |
| サテライト賞                             | 2012年12月16日 | 映画主演女優賞                     | ジェシカ・チャステイン                                                                                             | ノミネート |
| サテライト賞                             | 2012年12月16日 | オリジナル脚本賞                   | マーク・ボール | 受賞       |
| サテライト賞                             | 2012年12月16日 | 編集賞                             | ディラン・ティチェナー                                                                                             | ノミネート |
| 全米映画俳優組合賞                       | 2013年1月27日  | 主演女優賞                         | ジェシカ・チャステイン                                                                                             | ノミネート |
| セントルイス映画批評家協会賞             | 2012年12月17日 | 作品賞                             | 『ゼロ・ダーク・サーティ』                                                                                         | ノミネート |
| セントルイス映画批評家協会賞             | 2012年12月17日 | 監督賞                             | キャスリン・ビグロー                                                                                               | ノミネート |
| セントルイス映画批評家協会賞             | 2012年12月17日 | 主演女優賞                         | ジェシカ・チャステイン                                                                                             | 受賞       |
| セントルイス映画批評家協会賞             | 2012年12月17日 | 脚本賞                             | マーク・ボール | 受賞       |
| ユタ映画批評家協会賞                     | 2012年12月20日 | 作品賞                             | 『ゼロ・ダーク・サーティ』                                                                                         | 受賞       |
| ユタ映画批評家協会賞                     | 2012年12月20日 | 監督賞                             | キャスリン・ビグロー                                                                                               | ノミネート |
| ユタ映画批評家協会賞                     | 2012年12月20日 | 主演女優賞                         | ジェシカ・チャステイン                                                                                             | 受賞       |
| ワシントンD.C.映画批評家協会賞           | 2012年12月10日 |                                    | |            |
| ワシントンD.C.映画批評家協会賞           | 2012年12月10日 | 作品賞                             | 『ゼロ・ダーク・サーティ』                                                                                         | 受賞       |
| ワシントンD.C.映画批評家協会賞           | 2012年12月10日 | 監督賞                             | キャスリン・ビグロー                                                                                               | 受賞       |
| ワシントンD.C.映画批評家協会賞           | 2012年12月10日 | 主演女優賞                         | ジェシカ・チャステイン                                                                                             | 受賞       |
| ワシントンD.C.映画批評家協会賞           | 2012年12月10日 | アンサンブル演技賞                 | 『ゼロ・ダーク・サーティ』                                                                                         | ノミネート |
| ワシントンD.C.映画批評家協会賞           | 2012年12月10日 | オリジナル脚本賞                   | マーク・ボール | ノミネート |
| ワシントンD.C.映画批評家協会賞           | 2012年12月10日 | 撮影賞                             | グリーグ・フレイザー                                                                                               | ノミネート |
| 女性映画批評家協会賞                     | 2012年12月22日 | 女性による作品賞                   | 『ゼロ・ダーク・サーティ』                                                                                         | 受賞       |
| 女性映画批評家協会賞                     | 2012年12月22日 | 男女平等賞                         | 『ゼロ・ダーク・サーティ』                                                                                         | 受賞       |
| 女性映画批評家協会賞                     | 2012年12月22日 | 女性イメージ賞                     | 『ゼロ・ダーク・サーティ』                                                                                         | 受賞       |
| 全米脚本家組合賞                         | 2013年2月17日  | オリジナル脚本賞                   | マーク・ボール | 受賞       |